# Salvatore Torrisi
Salvatore Torrisi, nome completo Salvatore Antonio Placido Torrisi (Catania, 1º novembre 1957) è un politico italiano.

## Biografia
Nato a Catania, vive a Paternò; è sposato con Lilli Tomasello e ha due figli: Annunziata e Antonio. 
Esercita dal 1985 la professione di avvocato.
Eredita la passione per la politica in parte dal padre Antonio, importante esponente della DC siciliana, vicesindaco di Paternò e presidente della Provincia di Catania, nonché dallo zio, l'on. Nino Lombardo, a lungo deputato nazionale e regionale.

### Carriera politica
Fin da giovane impegnato nella DC e, successivamente, nel PPI, approdando, poi, tra le file di Forza Italia, nel PdL e quindi nel Nuovo Centrodestra.
Nel 1985 è stato presidente dell'Unità sanitaria locale di Paternò, e nel 1990 eletto consigliere alla Provincia regionale di Catania con 13.000 voti (di cui 9.000 a Paternò). Successivamente, dal 1993, assessore per l'Area metropolitana, i Trasporti e la Pianificazione territoriale e, dal 1997 al 1999, assessore ai Servizi sociali del Comune di Paternò.
Alle elezioni amministrative di Paternò, nel 2002, è stato eletto consigliere comunale, successivamente nominato assessore ai Lavori pubblici e vicesindaco nel quinquennio 2002-2007.
Dal 2008 al 2010 è stato eletto presidente dell'Ordine forense di Catania, dopo essere stato il candidato più votato con 1343 voti di preferenza e aver già svolto il ruolo di consigliere per due mandati.

#### Elezione a deputato
Dopo avere ricoperto l'incarico di assessore alla Provincia regionale di Catania, tra il 2007 e il 2008, alle elezioni Politiche del 2008 viene eletto deputato nazionale con il PdL per la XVI legislatura, eletto nella XXV Circoscrizione (Sicilia 2). Nel corso della legislatura è stato componente della Commissione Giustizia alla Camera, nonché componente della Commissione parlamentare bicamerale per la semplificazione della legislazione (dal 4 giugno 2008, come capogruppo del PdL), e della Commissione parlamentare bicamerale di inchiesta sul fenomeno della mafia e sulle associazioni criminali, anche straniere (dal 5 novembre 2008). Come deputato nazionale è stato tra i parlamentari più presenti e firmatario di numerose proposte di legge; ha prodotto importanti interrogazioni parlamentari a favore del territorio paternese, della provincia di Catania e della Sicilia. È risultato essere il primo per numero di presenze tra i deputati eletti nella circoscrizione Sicilia 2.
È stato relatore del Disegno di legge recante: “Piano straordinario contro le mafie, nonché delega al Governo in materia di normativa antimafia” che si inserisce nel quadro di una più generale azione di contrasto alla criminalità organizzata, che ha già introdotto significative modifiche alla legislazione antimafia (la legge n. 94 del 2009 in materia di sicurezza pubblica) e ha portato all'istituzione dell'Agenzia nazionale per l'amministrazione e la destinazione dei beni sequestrati e confiscati (decreto legge n. 4/2010, convertito dalla legge n. 50 del 2010).
In qualità di membro della Commissione Giustizia, è stato relatore della Riforma del condominio, diventata definitivamente legge, dopo 70 anni, con la pubblicazione sulla Gazzetta Ufficiale del 17 dicembre 2012.

#### Elezione a senatore
Alle elezioni politiche del 2013 viene invece eletto al Senato della Repubblica, in regione Sicilia, nelle liste del Popolo della Libertà.
Nel settembre 2013, non condividendo la linea politica del PdL, ritiene l'acquisizione delle dimissioni dei parlamentari da parte dei vertici del partito come un atto ai limiti dell'eversione istituzionale.
Il 16 novembre 2013, contestualmente alla sospensione delle attività del Popolo della Libertà, aderisce al Nuovo Centrodestra guidato da Angelino Alfano. 
Dopo il primo anno a Palazzo Madama, riporta il primo posto come produttività e il secondo posto come presenze fra i senatori siciliani. Durante la legislatura ha ricoperto gli uffici di: membro della Giunta per il Regolamento, membro della 1ª Commissione permanente (Affari Costituzionali), membro sostituto del Comitato parlamentare per i procedimenti di accusa, membro della Commissione parlamentare di inchiesta sul fenomeno delle mafie e sulle altre associazioni criminali, anche straniere, membro supplente del Consiglio di garanzia.
Il 21 gennaio 2015 è eletto vicepresidente della Commissione Affari Costituzionali del Senato per la maggioranza sostituendo Nicola Morra del M5S, declassato a segretario, e il 5 aprile 2017 è eletto presidente della stessa commissione.
In occasione delle elezioni regionali in Sicilia del 2017, contrariamente alla linea di Alternativa Popolare, sostiene il candidato del centro-destra Nello Musumeci, anziché il candidato ufficiale del suo partito e del centro-sinistra Fabrizio Micari.
A gennaio del 2018 abbandona Alternativa Popolare e torna in Forza Italia.
Alle elezioni politiche del 2018 è ricandidato al Senato della Repubblica, nelle liste di Forza Italia in Sicilia, ma non viene rieletto.